# Villa de Aragón (estación)
Villa de Aragón es una de las estaciones que forman parte del Metro de Ciudad de México, perteneciente a la Línea B. Se ubica al oriente de la Ciudad de México en la alcaldía Gustavo A. Madero.

## Información general
El nombre de la estación hace referencia a la colonia Villa de Aragón, ubicada en las proximidades y el icono de la estación es de un conjunto de casas haciendo referencia a la colonia o a una villa.
En diciembre de 1999 esta estación funcionó como terminal de la Línea B como parte de su tramo inaugural, hasta que finalmente en noviembre del 2000 fue ampliada a Ciudad Azteca.

## Afluencia
En su correspondencia con la línea B el número total de usuarios, en esta estación, para el 2014 fue de 4 513 606 usuarios, el número de usuarios promedio para el mismo año fue el siguiente:
| Tipo de día   | Afluencia promedio |
| ------------- | ------------------ |
| Día festivo   | 6.020              |
| Día laboral   | 14.234             |
| Fin de semana | 8.388              |
| Anual         | 12.336             |

Así se ha visto la afluencia de la estación en los últimos 10 años:
| Afluencia Anual de Pasajeros | Afluencia Anual de Pasajeros | Afluencia Anual de Pasajeros | Afluencia Anual de Pasajeros | Afluencia Anual de Pasajeros | Afluencia Anual de Pasajeros |
| ---------------------------- | ---------------------------- | ---------------------------- | ---------------------------- | ---------------------------- | ---------------------------- |
| Año                          | Afluencia                    | A Diario                     | Ranking                      | Aumento%                     | Ref.                         |
| 2023                         | 5,009,932                    | 13,725                       | 92°/195                      | +12.77%                      | [ 3 ]                        |
| 2022                         | 4,442,634                    | 12,171                       | 95°/195                      | +71.51%                      | [ 3 ]                        |
| 2021                         | 2,590,343                    | 7,096                        | 121°/195                     | +126.73%                     | [ 4 ]                        |
| 2020                         | 1,142,478                    | 6,215                        | 185°/195                     | -78.84%                      | [ 5 ]                        |
| 2019                         | 5,398,782                    | 14,791                       | 122°/195                     | +1.58%                       | [ 6 ]                        |
| 2018                         | 5,314,564                    | 14,560                       | 122°/195                     | +5.76%                       | [ 7 ]                        |
| 2017                         | 5,025,145                    | 13,767                       | 124°/195                     | -2.38%                       | [ 8 ]                        |
| 2016                         | 5,147,843                    | 14,065                       | 123°/195                     | +1.24%                       | [ 9 ]                        |
| 2015                         | 5,084,941                    | 13,931                       | 119°/195                     | +2.53%                       | [ 10 ]                       |
| 2014                         | 4,979,959                    | 13,643                       | 117°/195                     | -5.97%                       | [ 11 ]                       |

## Esquema de estación
| Nivel de calle | Acceso a la estación |

| Mezzanine | Taquillas y acceso al andén |

| Andén | Dirección Ciudad Azteca (Norte)                  | ← hacia Nezahualcóyotl   |
| Andén | Plataforma central, puertas abren a la izquierda |                          |
| Andén | Dirección Buenavista (Sur)                       | hacia Bosque de Aragón → |

## Salidas de la estación
- Oriente: Avenida 608, casi esquina Avenida 412 Colonia San Juan de Aragón.
- Poniente: Avenida 412 y 6.ª sección de San Juan de Aragón Colonia San Juan de Aragón.